# 札幌市立常盤小学校
札幌市立常盤小学校（さっぽろしりつ ときわしょうがっこう）は、北海道札幌市南区常盤6条2丁目にあった公立の小学校である。

## 沿革
- 1910年（明治43年）4月 - 石山小学校土場特別教育所として認可される。
- 1914年（大正5年）4月 公立土場尋常小学校として独立。
- 1940年（昭和15年）4月 - 公立土場国民学校と改称。
- 1944年（昭和19年）4月 - 公立常盤国民学校と改称。
- 1947年（昭和22年）4月 - 校舎が現在地に新築され移転。公立常盤小学校と改称。石山中学校常盤分校が併置される。
- 1956年（昭和31年）8月 - 校舎が増築され、国旗掲揚塔が設置される。
- 1957年（昭和32年）10月 - 校章制定。
- 1960年（昭和35年）7月 - 校歌制定。
- 1961年（昭和36年）5月1日 - 豊平町が札幌市に合併された事により、札幌市立常盤小中学校と改称。
- 1962年（昭和37年）5月 -  開校50周年式典挙行。
- 1965年（昭和40年）10月 - 体育館が改築される。
- 1969年（昭和44年）10月 - 給食が開始される。
- 1972年（昭和47年）4月 - プレハブ教室・物置が増築される。
- 1980年（昭和55年）6月 - 市水道に切り替え、水洗トイレとなる。
- 1981年（昭和56年）11月 -  開校70周年式典を挙行する。
- 1982年（昭和57年）12月 - 体育館が新築される。
- 1985年（昭和60年）
  - 3月 - 中学校校舎が新築され、小学校から分離し、札幌市立常盤小学校と改称。
  - 11月 - 真駒内駅前タイムカプセル埋設（60年間）に代表が参加。
- 1988年（昭和63年）4月 - 校木を「イチイ」に定める。
- 1989年（平成元年）
  - 2月 - 校舎が改築され、新校舎に移転する。
  - 4月 - 「愛の鐘」を設置する。
  - 6月 - 校舎改築記念式典と祝賀会を挙行する。
- 1994年（平成6年）12月 - 校舎増築完了し、視聴覚室、会議室、特活室、ふれあい室、事務室が設置される。
- 1996年（平成8年）10月 - 開校80周年を祝う集いを挙行する。
- 1998年（平成10年）12月 - 放送設備一式更新。
- 2001年（平成13年）
  - 1月 - コンピュータ室の設置。
  - 4月 - わかば学級（養護）の開設。
- 2003年（平成15年）7月 - 舞台幕昇降装置の設置。
- 2004年（平成16年）6月 - 学校研究モデル校となる。
- 2005年（平成17年）5月 - マイフラワー運動始める。
- 2006年（平成18年）7月 - 開校90周年式典を挙行する。
- 2009年（平成21年）12月 - グラウンド緑化事業により、一部芝生化。
- 2010年（平成22年）3月 - 屋上に太陽光発電パネル設置。
- 2014年（平成26年）5月 - 縦割りふれあい活動（いちいの輪活動）開始。
- 2015年（平成27年）
  - 7月 - 開校100周年記念教育実践発表会開催。
  - 10月 - 開校100周年記念式典と祝賀会挙行。
- 2021年（令和3年）
  - 2月26日 - 閉校式挙行。
  - 3月31日 - 本校と石山東小学校を統合した芸術の森小学校開校の為、閉校[1]。

## 学区
閉校時点
- 常盤1条（1丁目・2丁目）、常盤2条（1丁目～3丁目）、常盤3条（1丁目・2丁目）、常盤4条（1丁目・2丁目）、常盤5条（1丁目・2丁目）、常盤6条（1丁目・2丁目）、常盤、芸術の森1丁目（56番地・59番地・60番地）、芸術の森2丁目（60番地・68番地～76番地）、真駒内（一部）、石山（一部）、滝野

## 周辺
- 常盤一区会館
- 国道453号
- 真駒内川
- 北海道道341号真駒内御料札幌線

## アクセス
- 北海道中央バス 空沼線・滝野線「常盤小学校」バス停下車。
- 札幌市営地下鉄南北線真駒内駅から
  - 上述の路線バス（一部除く）に乗車し16分～19分、「常盤小学校」バス停下車。
  - 車で約7.1km・約15分。